# Sezon snookerowy 2001/2002
Poniższa lista obejmuje najważniejsze wydarzenia w snookerze w sezonie 2001/2002.
| Data                              | Turniej                        | Miejsce rozgrywek    | Zwycięzca         | Drugie miejsce    | Wynik |
| --------------------------------- | ------------------------------ | -------------------- | ----------------- | ----------------- | ----- |
| 11 sierpnia – 19 sierpnia         | Champions Cup                  | Brighton (Anglia)    | John Higgins      | Mark J. Williams  | 7-4   |
| 18 września – 23 września         | Regal Scottish Masters         | Glasgow (Szkocja)    | John Higgins      | Ronnie O’Sullivan | 9-4   |
| 29 września – 7 października      | British Open                   | Newcastle (Anglia)   | John Higgins      | Graeme Dott       | 9-6   |
| 12 października – 21 października | LG Cup                         | Preston (Anglia)     | Stephen Lee       | Peter Ebdon       | 9-4   |
| 4 listopada – 15 listopada        | Benson and Hedges Championship | Anglia               | Ryan Day          | Hugh Abernethy    | 9-5   |
| 23 listopada – 1 grudnia          | European Open                  | Malta                | Stephen Hendry    | Joe Perry         | 9-2   |
| 3 grudnia – 16 grudnia            | UK Championship                | York (Anglia)        | Ronnie O’Sullivan | Ken Doherty       | 10-1  |
| 23 stycznia – 27 stycznia         | Regal Welsh Open               | Cardiff (Walia)      | Paul Hunter       | Ken Doherty       | 9-7   |
| 3 lutego – 10 lutego              | Benson and Hedges Masters      | Wembley (Anglia)     | Paul Hunter       | Mark J. Williams  | 10-9  |
| 24 lutego – 3 marca               | China Open                     | Szanghaj (Chiny)     | Mark J. Williams  | Anthony Hamilton  | 9-8   |
| 4 marca – 10 marca                | Singha Thailand Masters        | Bangkok (Tajlandia)  | Mark J. Williams  | Stephen Lee       | 9-4   |
| 19 marca – 24 marca               | Irish Masters                  | Dublin (Irlandia)    | John Higgins      | Peter Ebdon       | 10-3  |
| 6 kwietnia – 14 kwietnia          | Regal Scottish Open            | Aberdeen (Szkocja)   | Stephen Lee       | David Gray        | 9-2   |
| 20 kwietnia – 6 maja              | Mistrzostwa świata             | Sheffield (Anglia)   | Peter Ebdon       | Stephen Hendry    | 18-17 |
| Cały sezon                        | Premier League                 | Glenrothes (Szkocja) | Ronnie O’Sullivan | John Higgins      | 9-4   |